# Rapanui
Rapanui, polinezijski narod koji predstavlja domorodačko stanovništvo Uskršnjeg otoka, izoliranog pacifičkog otoka koji je sastavni dio Čilea. Nositelji su najistočnije polinezijske kulture, te danas čine oko 60% stanovništva svog otoka. Služe se svojim izvornim jezikom rapanui, kao i španjolskim jezikom. Ima ih 5 682, na Uskršnjem otoku i u ostalim dijelovima Čilea. Prema popisu stanovništva 2002. godine, Uskršnji otok ima 3 304 stanovnika, od kojih gotovo svi žive u glavnome gradu Hanga Roi, smještenom na dobro zaklonjenoj zapadnoj obali. Glavni izvor prihoda Rapanuima je turizam, a ključna turistička znamenitost kamene skulpture moai, pod zaštitom UNESCO-a od 1994. godine. Rapanui jezik ima, prema procjeni iz 2007. godine, 2 700 govornika.
Domorodački aktivisti vode borbu za pravo na samooprjedjeljenje i upravljanje Uskršnjim otokom. Prosvjedi tijekom 2010. i 2011. godine, zbog protivljenja podizanju akvaparka i uspostavljanju rezervata, doveli su do sukoba s čileanskom policijom.

## Povijest
Smatra se da su Rapanui naseljavali Uskršnji otok između 300. i 1200. godine. Prije toga, vrijeme dolaska procijenjeno je na oko 700. – 800., ali noviji dokazi iz nadnjevanja s ugljikovodicima navode na zaključak da se to dogodilo puno kasnije, možda tek 1200. godine. Nađeno je da su ljudi Rapanui polinezijskog podrijetla genetičkom raščlambom mitohondrijske DNK pretpovijesnih kostura. Genetička raščlamba koju su 2007. izvršili Erik Thorsby i drugi genetičari otkrila je genetske markere europskog i američkog podrijetla koji sugeriraju da su Rapanui imali europski i američki doprinos svojoj DNK tijekom ili prije početka 1800-ih.
Jacob Roggeveen bio je prvi Europljanin koji je ostvario kontakt s Rapanuima. Roggeveen je navodno zaplovio ili u potrazi za otocima Juan Fernandez ili Davidovim otokom, ali je umjesto toga na Uskršnji otok stigao 5. travnja 1722., na Uskrs te godine. Na otoku je ostao oko tjedan dana. Felipe González de Ahedo posjetio je Uskršnji otok 1770. godine i zatražio otok za Španjolsku na ispravu koju su otočani napisali pismom rongorongo. Britanski istraživač James Cook i francuski Jean-François de Galaup, comte de Lapérouse, posjetili su otok nekoliko dana 1774., odnosno 1786. godine.